# マーリキーヤ
マーリキーヤ（アラビア語: المالكية アル＝マーリキーヤ、Malikiya、Malkiya）は、バーレーンの村。バーレーン島の中西部の海沿いにあり、北部県に属する。東にハマド・タウン（マディーナ・ハマド）、北にカルザッカーン村、南にサダド村と接する。シーア派の地域。
サッカーバーレーン・プレミア・リーグのアル・マーリキーヤ・クラブの本拠地である。